# 2011年中华人民共和国腐败案件
2011年中华人民共和国腐败案件，是指2011年间发生、揭发、审理或审判的中华人民共和国、中国共产党的贪污、腐败案件。
- 1月25日，海南省社會保險事業局副局長（副廳級）譚燈耀受賄罪，判處其有期徒刑十五年；犯巨額財產來源不明罪，判處其有期徒刑五年。數罪並罰，決定執行有期徒刑十八年
- 2月12日，铁道部部长刘志军因涉嫌纵容包庇其弟贪污、杀人，自己贪污、受贿人民币6460.54万元，被中央组织部免去铁道部党组书记，由海关总署署长盛光祖接任。刘志军等铁道部官员因为巨额资金1100万拍摄广告与著名导演张艺谋私分受到立案调查（实际费用仅仅几十万）。[1]

- 1月31日，重庆市第一中级人民法院对重庆市公安局禁毒总队原副总队长罗力雇凶杀人案作出一审宣判，以故意杀人罪、受贿罪、包庇毒品犯罪分子罪数罪并罚判处罗力死刑，剥夺政治权利终身，受罗力指使杀人的毒贩敖兴满亦被判处死刑。
- 2月，教育部体育卫生与艺术教育司体育处原处长季克异在临退休前的离任审计中被发现问题，并因此被海淀区检察院带走调查。次年6月被判处有期徒刑7年。
- 2月16日，经农七师中级人民法院一审宣判，自治区人民检察院原副检察长尼加提·卡德尔犯受贿罪，判处有期徒刑14年6个月
- 2月17日，原广东省茂名市委书记、市人大常委会主任罗荫国被广东省检察机关以“涉嫌职务犯罪”刑事拘留，随后一个月内，罗荫国交代了100多名处级以上官员。3月19日，广东省纪委副书记、省监察厅厅长林浩坤在茂名主持召开了全体干部大会，“有问题”的官员被限令在4月10日之前向驻在茂名的专案组主动交代，以争取宽大处理。
- 2月28日，原铁道部副总工程师兼运输局局长张曙光疑因涉刘志军案，已停职接受审查。
- 2月28日，中共中央纪委对浙江省人大常委会原副主任张家盟严重违纪违法问题进行了立案检查。
- 5月12日，杭州市副市长许迈永被判死刑。许包养情妇达到99名，又涉嫌提拔亲信，如将情妇之夫叶小明提拔到桐庐县卫生局任职科长等。
- 6月27日，浙江省药监局前局长黄萌被爆涉贪贿总数达 2亿人民币，家中藏现金 5,000万元，并拥有 84套房产，其贪贿数额，超过杭州前副市长许迈永，创大陆被查处贪官新纪录。被当局双规拘查。
- 7月6日，江西省纪委办公厅证实，江西省交通运输厅党委委员、副厅长胡琳涉嫌严重违纪，目前正在接受调查。
- 7月7日，工信部原总工程师苏金生因收受巨额贿赂，生活腐化堕落，已被开除党籍和公职，收缴违纪所得，并移送法办。
- 7月19日，经最高人民法院核准，杭州市原副市长许迈永、苏州市原副市长姜人杰被执行死刑。
- 7月21日，中共中央纪律检查委员会对江西省前政协副主席、前省委统战部部长宋晨光受贿案，做出双开（开除党籍、开除公职）处分，
- 7月21日，河北省沧州市中级人民法院对中国移动通信集团公司原党组书记张春江受贿案作一审判决，判处死刑，缓期两年
- 8月5日，广东省信宜市人民法院对信宜市国土资源局原两任局长叶瑞昌、温平生贪污、受贿案作出一审判决。法院认为，叶瑞昌、温平生均构成贪污罪和受贿罪，分别判处叶瑞昌有期徒刑十六年，温平生有期徒刑十四年。
- 8月29日，北京市第二中级人民法院已受理原北京市社会科学界联合会党组副书记于世英伙同两家公司的出纳、会计，假借出国考察名义，将个人出国费用变成公家报销，贪污私分国有资产近400万元人民币
- 9月16日，曾协助薄熙来推行“唱红”两年多的原重庆广播电视集团（总台）总裁李晓枫因索贿受贿4900多万元被判处死刑，缓期两年执行。
- 11月9日，经最高人民法院核准，辽宁省抚顺市顺城区国土资源局原局长罗亚平，因犯受贿罪、贪污罪、巨额财产来源不明罪在沈阳被执行死刑，终年51岁。
- 11月11日，备受关注的通讯业腐败窝案之—、中国移动通信重庆分公司原董事长沈长富受贿案作出一审宣判，沈长富因受贿3616万元被判处死刑，缓期两年执行。
- 12月30日，浙江省高级人民法院对温家宝批示督办、涉案总金额高达3.7亿余元的温州菜篮子集团腐败窝案作出终审判决，违法炒卖地皮、将国企生猪屠宰业务变为私有，借此侵吞国有利润的菜篮子集团原董事长应国权被核准判处死缓，其余15名菜篮子集团高管被判处3至13年不等的有期徒刑。